# Juan Rubén Martinez

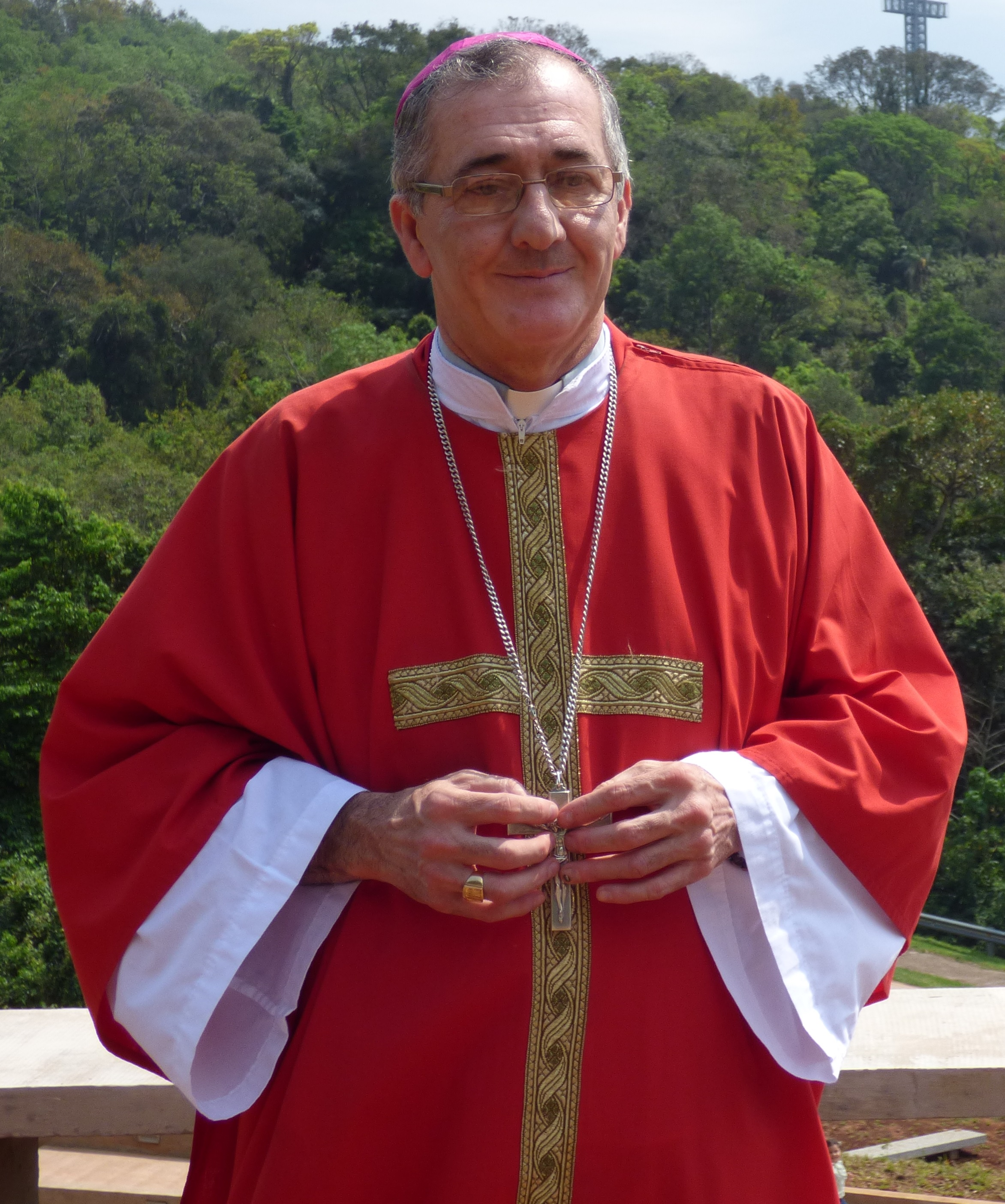
Juan Rubén Martinez, 2014

Juan Rubén Martinez (* 20. Januar 1953 in Partido Vicente López, Provinz Buenos Aires, Argentinien) ist Bischof von Posadas.

## Leben
Juan Rubén Martinez empfing am 22. Dezember 1979 die Priesterweihe.
Papst Johannes Paul II. ernannte ihn am 12. Februar 1994 zum Bischof von Reconquista. Die Bischofsweihe spendete ihm der Bischof von San Isidro, Alcides Jorge Pedro Casaretto, am 19. März desselben Jahres; Mitkonsekratoren waren Juan José Iriarte, emeritierter Erzbischof von Resistencia, und Carmelo Juan Giaquinta, Erzbischof von Resistencia.
Am 25. November 2000 wurde er zum Bischof von Posadas ernannt und am 10. März des nächsten Jahres in das Amt eingeführt.